# Skrillingegård
Skrillingegård er dannet i 1800, som en avlsgård til Billeskov. Gården ligger i Kauslunde Sogn, Vends Herred, Odense Amt, Middelfart Kommune.
Skrillingegård Gods er på 124 hektar

## Ejere af Skrillingegård
- (1800-1803) Hans Rudolph Grabow Juel
- (1803-1808) Karen Basse Fønss gift von Adeler
- (1808-1815) Karen Basse Fønss dødsbo
- (1815-1828) Niels Basse Fønss
- (1828-1881) H. V. Kragh
- (1881-1895) J. N. Jensen
- (1895-1898) Enke Fru Jensen
- (1898-1908) Hans Peter Hansen
- (1908-1910) Enke Fru Gerda Hansen gift Møller
- (1910-1934) G. Møller
- (1934-1947) Ivar Christian Bjerg Pedersen Lundgaard
- (1947-1985) Peder Bjerg Lundgaard (søn)
- (1985-1986) Birte Rostrup gift Lundgaard
- (1986-2007)   Peder Lundgaard (søn)
- (2016-nu) Verdens bedste naboer